# Hongmei, Guangdong
Hongmei (kinesiska: 洪梅) är en köping i sydöstra  Kina.  Den ligger i staden Dongguan i provinsen Guangdong, omkring 38 kilometer sydost om provinshuvudstaden Guangzhou. Antalet invånare är 58 114. Befolkningen består av 24 959 kvinnor och 33 155 män. Barn under 15 år utgör 10,0 %, vuxna 15-64 år 86 %, och äldre över 65 år 3,0 %.